# Match World Cup
Matchworld Cup — ежегодный товарищеский футбольный турнир, организованный швейцарской компанией "Matchworld Group" и компанией "Matchworld Football Sports Management SA" (Саудовская Аравия),  специализирующихся на футбольном бизнесе и маркетинге,  в городах Дубай и Абу-Даби (Объединённые Арабские Эмираты).
Состоялось уже три розыгрыша турнира — в 2011 году принимали участие 4 европейские и 2 азиатские команды, победителем стала саудовская «Аль-Хиляль»; в 2012 году к 4 европейским и 2 азиатским командам присоединились молодёжные сборные Узбекистана и Ирака, а победил российский «Зенит»; в 2013 году к хозяевам были приглашены российский и украинский клубы, а также впервые представитель Африки египетский «Замалек», «Шахтёр» подтвердил высокий уровень развития клубного футбола в восточноевропейском регионе, обыграв представителей Азии и Африки.

## Призёры
| Год        | Финал                          | Финал                 | Финал                                 | Матч за 3-е место     | Матч за 3-е место     | Матч за 3-е место              | Место проведения                | К-ство участников |
| Год        | Победитель                     | Счёт                  | Финалист                              | 3-е место             | Счёт                  | 4-е место                      | Место проведения                | К-ство участников |
| ---------- | ------------------------------ | --------------------- | ------------------------------------- | --------------------- | --------------------- | ------------------------------ | ------------------------------- | ----------------- |
| 2011 Обзор | Аль-Хиляль · Саудовская Аравия | 1 − 1 (4 − 1 по пен.) | Зенит · Россия                        | Жилина · Словакия     | 3 — 1                 | Персеполис · Иран              | Аль Махтум Стэдиум, Дубай       | 6                 |
| 2012 Обзор | Зенит · Россия                 | 5 — 0                 | сборная Узбекистана U-23 · Узбекистан | Бунёдкор · Узбекистан | 1 — 1 (5 — 4 по пен.) | Шахтёр · Украина               | Махтум Бин Рашид Стэдиум, Дубай | 8                 |
| 2013 Обзор | Шахтёр · Украина               | 3 — 1                 | Зенит · Россия                        | Замалек · Египет      | Не разыгран           | Аль-Хиляль · Саудовская Аравия | Шейх Зайед (стадион), Абу-Даби  | 4                 |